# Jean de Scey
Jean de Scey, marquis de la Menglana, né vers 1610 et mort le 30 décembre 1656 à Cervera en Espagne, est un lieutenant-général des armées du roi d'Espagne  et chevalier de l'ordre de Calatrava, qui s'illustra notamment en 1646 au siège de Lérida.

## Famille
Membre de la famille de Scey-Montbéliard, en Franche-Comté, il est le fils de François de Scey, seigneur de Buthiers, Beaumotte, Emagny, Pin et de Anne de Châtenay,.
Né vers 1610, il est le frère cadet de Jean-Baptiste, comte de Scey, chevalier, seigneur de Buthier, gentilhomme de la chambre du duc d'Orléans, mestre de camp dans l'armée de Catalogne en 1648 et gouverneur d'Alguaire en 1648,.
Son mariage fut conclu avec la fille du comte de Fuentes dans le duché de Mantoue, mais il n'eut pas lieu et il mourut sans alliance, instituant pour son héritier son cousin Jean-Claude de Scey, comte de Scey et baron de Chevroz,.

## Carrière
Après avoir servi 10 ans en Bourgogne et en Italie dans les armées du roi d'Espagne, Jean de Scey, pour son habileté et son expérience à la guerre, fut nommé par lettres datées de Saragosse du 12 août 1645 lieutenant-général des armées du roi d'Espagne à la tête de la cavalerie de Bourgogne dans l'armée de Catalogne, Il secourut la même année le château d'Aager, battit l'ennemi auprès de Prague, lui enleva trois drapeaux et y fut blessé au bras droit d'un coup de pistolet,.
En 1646, il contribua, à la victoire de la bataille de Lérida en forçant les retranchements des Français sous les ordres du Grand Condé, qui furent obligés de lever le siège de la place,.
En récompense de ses services, le roi d'Espagne lui attribua en 1647 une pension de mille écus ainsi que titre de marquis de la Menglana, en Italie, et le créa chevalier de l'ordre de Calatrava.
Il se distingua ensuite au siège de Gérone en 1653 et reçut à cette occasion une lettre de remerciements du roi d'Espagne,.
Jean de Scey mourut à Cervera en Catalogne le 30 décembre 1656 et fut inhumé dans la cathédrale de Lérida dans la ville qu'il avait brillamment défendue contre le Grand Condé.